# Macleania pentaptera
Macleania pentaptera, auch Gualicón oder Hualicón genannt, ist eine tropische Pflanzenart in der Familie der Heidekrautgewächse (Ericaceae). Sie kommt nur in Ecuador vor.

## Beschreibung

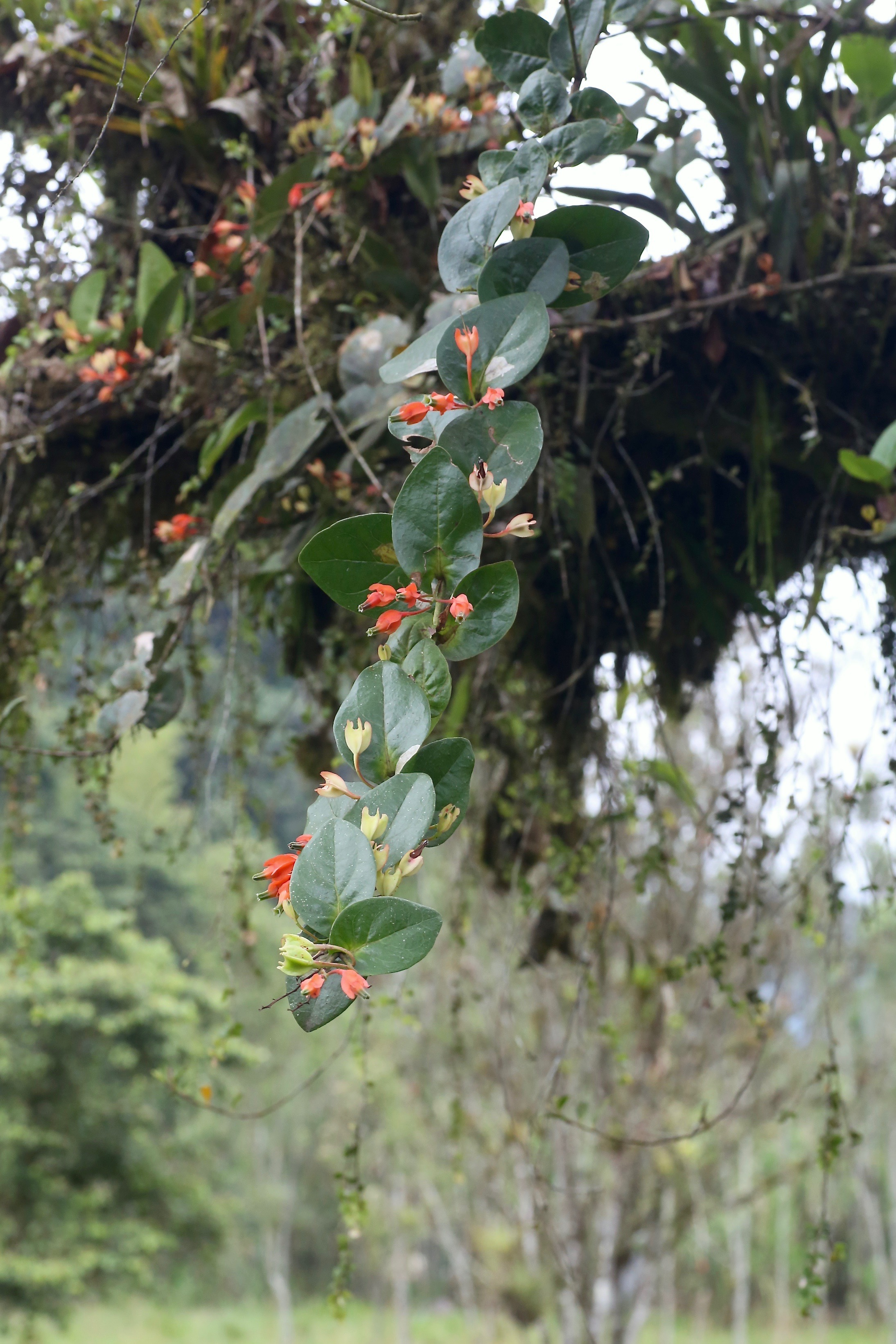
Macleania pentaptera an einem Flussufer in Mindo, Ecuador

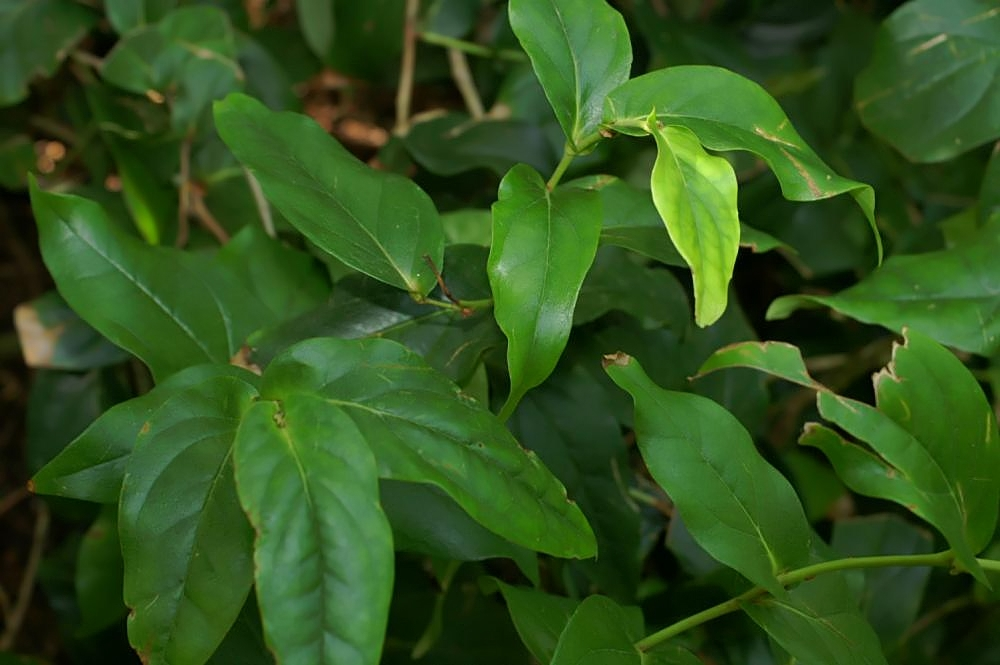
Blätter

### Vegetative Merkmale
Macleania pentaptera ist ein epiphytischer oder terrestrischer, verzweigter Strauch mit bis zu 3 m langen Ästen. Die zylindrischen, kahlen Äste haben eine glatte, braune Rinde. Die Internodien sind 2–3 cm lang. Die kahlen, lederartigen, eiförmigen bis elliptischen, herz- bis pfeilförmigen Blätter mit ganzrandigem Blattrand sind (3–)7–14,5 cm lang und (2–)3,5-9 cm breit. Die Blätter sind stumpf bis rundspitzig oder spitz. Die gefiederte Blattnervatur ist oberseits eingedrückt und auf der Unterseite hervorstehend. Der kurze, kahle Blattstiel ist 2–6 mm lang.

### Generative Merkmale
Der achsel- oder endständige, traubige Blütenstand mit einer bis zu 4 cm langen Rhachis trägt 2-7(–8) fleischige, wachsartige, nektarhaltige, gestielte, röhrenförmige, leuchtend orangerote, grünspitzige Blüten mit 9–25(–33) mm langen Stielen. Die gestielten, zwittrigen Blüten sind fünfzählig mit doppelter Blütenhülle. Der Blütenstiel ist mit einem „Gelenk“ unterteilt. Der fünfflügelige (Blütenbecher), kegelförmige, 0,8–1 cm lange und 0,6 cm breite, gefärbte Kelch trägt fünf spitze Zähne. Die röhrenförmige, verwachsene, urnenförmige, pentagonale Korolla mit kleinen spreizenden, dreieckigen Zipfeln ist 1,7 cm lang und 0,4–0,5 cm breit. Der Schlund der Blüte ist dicht behaart. Das Androeceum besteht aus 10 kurzen, an der Basis verwachsenen Staubblättern, welche 10–12,5 mm lang sind. Die Anhängsel der Antheren sind verwachsen. Das unterständige Gynoeceum besteht aus 5 Fruchtblättern. Es ist ein Diskus vorhanden.
Die durchscheinende, weiße bis grüne, kugelige, 20 mm breite Beere trägt zahlreiche Samen.

## Taxonomie
Die Art wurde 1909 von Rudolf Hoerold beschrieben. Die von Alexander Gilli 1983 beschriebene Varietät Macleania pentaptera var. longicalyx Gilli wird nicht anerkannt und gilt weithin als Synonym von Macleania pentaptera. Innerhalb der Unterfamilie der Vaccinioideae wird sie in den Tribus Vaccinieae gestellt.

### Etymologie
Das Artepitheton pentaptera aus dem Griechischen pente (fünf) und pteryx (Flügel) bezieht sich auf den fünfflügeligen Kelch.

### Synonyme
Macleania pentaptera Hoerold hat drei Synonyme:
- Anthopterus ericae Sleumer
- Macleania pentaptera var. longicalyx Gilli
- Macleania sleumeriana A.C.Sm.

### Homonyme
Der korrekte Name des von Hermann Otto Sleumer 1936 beschriebenen Homonyms Macleania pentaptera Sleumer ist Macleania ericae Sleumer, veröffentlicht von Hermann Otto Sleumer im Jahr 1938.

## Verbreitung und Lebensraum
Sie kommt in den Bergwäldern Ecuadors in Höhenlagen von 150–2100(–4000) m über dem Meeresspiegel vor.

## Ökologie

### Bestäubung
Die Blüten werden von Kolibris bestäubt.

### Herbivorie
Die Blätter werden von Blattschneiderameisen der Gattung Atta gesammelt.

## Verwendung
Sie wird selten als Zierpflanze kultiviert. Die sehr süßen und angenehmen Früchte sind essbar.